# Mamotěnka Leachova
Mamotěnka Leachova (Kalmiopsis leachiana) je druh rostliny z čeledi vřesovcovité (Ericaceae).
Mamotěnka Leachova je vzácná kvetoucí rostlina, endemit Siskiyou Mountains na jihozápadě Oregonu, je chráněná v areálu Kalmiopsis Wilderness rezervace. Objevila ji v roce 1930 americká botanička Lilla Leech v oblasti Gold Basin.

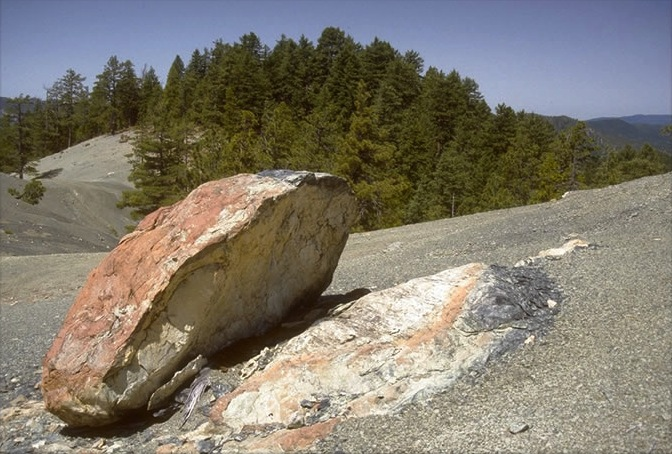
Řeka Illinois teče přes Kalmiopsis Wilderness

Je příbuzná s mamotou v čeledi vřesovcovité. Je to stálezelená rostlina, keř rostoucí do 10–30 cm výšky, se vzpřímenými větvemi, listy jsou jednoduché, 2–3 cm dlouhé a 1 cm široké. Květy jsou růžové až fialové, v hrozenech po 6–9 společně. Připomínající malé rododendrony, ale plošší, s hvězdovitě symetrické, pětičetné. Květy mají průměr 1,5–2 cm. Plody jsou tobolky, po jejímž rozevření se uvolňuje mnoho malých semen.